# Füstös János
Füstös János, Fischer (1920 – 1976. március 30.) magyar labdarúgó.

## Sikerei, díjai
- Ferencvárosi TC:
  - Magyar labdarúgó-bajnokság bronzérmes: 1942–43
  - Magyar kupa győztes: 1941-42, 1942-43
- Kolozsvári AC:
  - Magyar labdarúgó-bajnokság bronzérmes: 1943–44
  - Magyar kupa döntős: 1943-44